# Рыбное (Воронежская область)
Рыбное (также Рыбинское, нем. Riebensdorf) — село в Острогожском районе Воронежской области, в составе Криниченского сельского поселения. Основано как немецкая колония Рибенсдорф в 1766 году. Население — 427 (2010). Расстояние до районного центра (г. Острогожск) - 5 км

## Название
Село было названо по рыбному плесу — Рыбенсдорф. Бытует и другое мнение — со слов пожилых потомков, выехавших с Рибенсдорф, что Рибенсдорф обозначает по швабски, как свекольная деревня. Rüben — свекольная (швабск). Как и во многих немецких селах, возникающих в то время на территории России, название села было «компромиссным». Часть названия — видоизмененное русское слово «рыба», второе «дорф» — немецкое, что в переводе означает «деревня, сельская местность».

## История
В период с 1759 по 1763 год часть жителей из южно-немецких земель Вюртемберга и других областей Германии отправилась в Данию, в надежде получить землю и стать колонистами. Манифестом от 22 июля 1763 года императрица Екатерина Великая привлекла переселенцев в Россию, поэтому некоторые семьи в 1764—1765 годах покинули Данию. Немецкие колонисты переправлялись через порты Любек и Данциг морским путём в Ораниенбаум. Основным направлением колонизации правительство решило сделать регион Волги, однако часть колонистов была направлена в другие регионы страны. Так, 60 семей Вюртембергцев в августе 1765 года было приказано отправить по первому снегу через Москву, Тулу и Воронеж в Острогожскую провинцию. Этот обоз из 60 семей прибыл на место назначения не ранее февраля 1766 года.
Местные органы власти не ожидали переселенцев и потому не были готовы к их приёму. 15 февраля 1766 года Екатерина II повторила свой Указ об устройстве колонистов на место жительства в Острогожске и в прилегающих селениях. Вопросом урегулирования заселения колонистов в районе заботился князь Тевьяшев, который выбрал место для их расселения в 7 верстах от города Острогожска на прибрежных землях реки Сосна. Весной 1766 года на этом месте началась подготовка к строительству колонии, сами же строительные работы начались лишь в июле 1766 года и продолжались до 1767—1768 года. Так появился Рибенсдорф, получивший официальное название «Рыбное» от «богатой рыбой местности». К 1768 году в колонии обосновалось 71 семья.
До 1917 года лютеранское село в составе Рибенсдорфской волости Острогожского уезда Воронежской губернии. Волость включала немецкие населённые пункты: Рибенсдорф, хутора Ф. В. Богера, Д. М. Дедерер, М. Г. Дедерер, Ф. В. Нуфер, Павловский, В. Ф. Семке, И. И. Шарф, М. М. Штейгер.
В 1850 году произошёл разрушительный пожар, к тому же наделённой правительством земли, по причине многодетности немецких семей, стало не хватать, и часть жителей колонии впервые снялась с места и основала несколько дочерних колоний в Ейском регионе. 20 марта 1852 года Николай I утвердил решение о переселении части жителей в Приазовье. В начале XX века основаны дочерние поселения в Сибири.
В 1857 году земельный фонд составлял 3420 десятин. Жители занимались табаководством, свиноводством, сыроделием. Имелись подсолнечная маслодавильня, кузница. В 1926 году действовали начальная школа, сельсовет.
Место рожд. лют. пасторов Ф. В. Фирека (1802—1849), А. К. А. Аллендорфа (1807—1866).
В сентябре 1941 года немецкое население депортировано на восток.

## География
Село находится в пределах лесостепной зоны Среднерусской возвышенности, являющейся частью Восточно-Европейской равнины, на правом берегу реки Тихая Сосна. Распространены лугово-чернозёмные солонцеватые и солончаковые почвы. Высота центра — 92 метра над уровнем моря.
По автомобильным дорогам расстояние до областного центра города Воронеж 120 км, до районного центра города Острогожск — 7 км, до административного центра сельского поселения села Криница — 7 км.
Климат
Климат умеренный континентальный (согласно классификации климатов Кёппена — Dfb). Многолетняя норма осадков — 544 мм. В течение года осадки распределены относительно равномерно: наибольшее количество осадков выпадает в июле — 64 мм, наименьшее в феврале и марте — по 27 мм. Среднегодовая температура положительная и составляет +6,9° С, средняя температура января −7,9° С, июля +20,9° С
Часовой пояс
Рыбное, как и вся Воронежская область, находится в часовой зоне МСК (московское время). Смещение применяемого времени относительно UTC составляет +3:00.

## Население
Динамика численности населения
| 1765 | 1782 | 1796 | 1848 | 1858 | 1869 | 1878 | 1888 | 1897 | 1900 | 1905 | 1926 | 1932 |
| ---- | ---- | ---- | ---- | ---- | ---- | ---- | ---- | ---- | ---- | ---- | ---- | ---- |
| 209  | 279  | 418  | 1389 | 1748 | 2105 | 1511 | 1128 | 1078 | 1056 | 1232 | 1253 | 1377 |

| 1859 | 1897  | 2000 | 2005 | 2010 |
| ---- | ----- | ---- | ---- | ---- |
| 1817 | ↘1078 | ↘507 | ↘431 | ↘427 |